# Línea de energía (hidráulica)
Se entiende por línea de energía, en hidráulica, a la línea que representa, en un canal o en una tubería, la energía total de cada sección.
En canales abiertos la línea de energía se encuentra a una distancia u2/(2g) de la superficie del agua. 
En una tubería, con sección llena, la línea de energía, está a una distancia u2/(2g) + p de la generatriz superior del tubo.
| Símbolo           | Nombre                     |
| ----------------- | -------------------------- |
| {\displaystyle u} | Velocidad media del agua   |
| {\displaystyle g} | Aceleración de la gravedad |
| {\displaystyle p} | Presión                    |